# Falu trivialskola
Falu trivialskola inrättades i enlighet med 1649 års skolordning 1653 och drevs fram till 1820. En skolbyggnad som låg bredvid Kristine kyrka i Falun byggdes under 1660-talet. Byggnaden hade fem salar och 125 elever. Bland många namnkunniga elever kan nämnas Jesper Svedberg,  Johan Olof Wallin och Johan Moraeus. 
Faluns första skola och föregångare till trivialskolan var 1620-1653 Falu Pedagogicum. 
Trivialskolans efterföljare blev den 1820 invigda högre lärdoms- och apologistiska skolan i enlighet med 1820 års skolordning. Den låg i kvarteret omedelbart norr om Kristine kyrka i Falun. Denna ombildades 1849 till Falu elementarläroverk som 1878 blev Falu högre allmänna läroverk.

## Rektorer vid Falu Pedagogicum och Falu Trivialskola 1620-1821
Rektorerna utsågs som regel Västerås stifts domkapitel och de var alla prästvigda. Sammanlagt tjuogoen rektorer och av dessa hade tio promoverats till filosofie magister vid Uppsala universitet och en vid Wittenbergs universitet.  En promotion till magister krävde på 1600-talet mer än sex års studier.
- Petrus Nicolai Bullernæsius, 1620-1628
- Ericus Petri Kumblaeus 1628-1641
- Johannes Petri Arbogensis 1641-1643
- Nicolaus Jonae Flodaeus 1643-54
- Jonas Andreae Holstenius 1654-55
- Magister Laurentius Johannis Folkernius 1655-1659